# Summstein

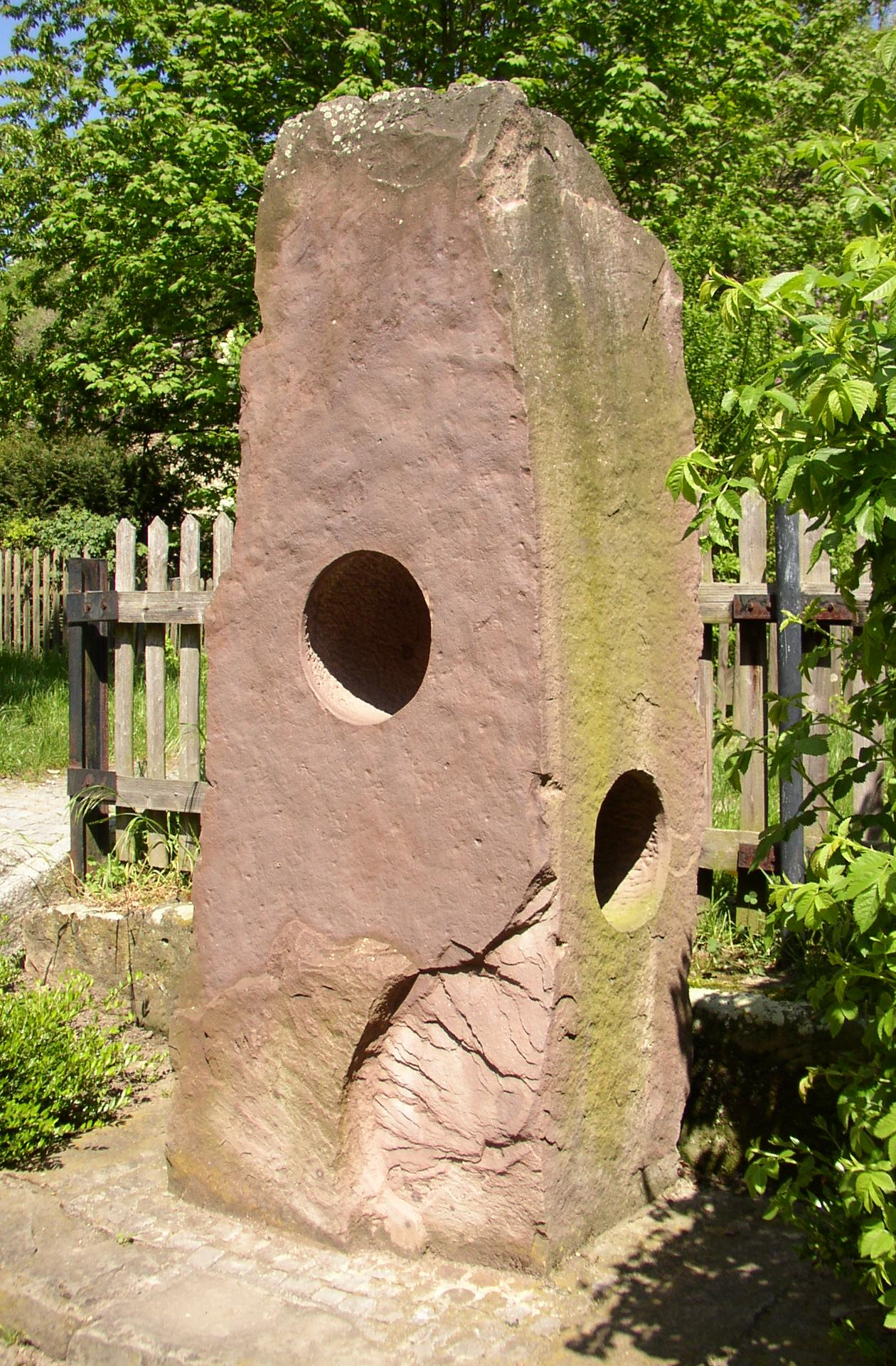
Summstein in Hornburg

Der Summstein ist ein Stein mit einer Aushöhlung, dem sogenannten „Summloch“. Er dient der Wahrnehmung der Sinne über spielerische Erfahrung mit der eigenen Stimme durch Summen und Resonanz.
Steckt ein Mensch den Kopf in diese Höhle/Summloch und atmet tief summend aus, können die Töne in Resonanz geraten und erzeugen dadurch Vibrationen, die den ganzen Körper erfassen. Die Vibration ist mit der Hand im Halsbereich nachspürbar. Das Summen in verschiedenen Tonlagen löst ein stärkeres oder schwächeres Kribbeln im Körper aus.
Solche Summsteine werden in Anlagen zur Förderung der Sinneswahrnehmung aufgestellt, wie beispielsweise der „große Summstein“ in Skulpturenpfad Herten, Erlebnisfeld in Mannebach / Hunsrück, Skulpturenweg Rodenbach, Groß Gerungs, Park der Sinne, oder ganz allgemein einem Erfahrungsfeld zur Entfaltung der Sinne nach Hugo Kükelhaus. Nach Kükelhaus stärken solche Sinneserfahrungen die Ressourcen des Menschen und sensibilisieren ihn dafür, die Umwelt und sich selbst mit allen Sinnen bewusster wahrzunehmen.
Steine mit Summlöchern sollen in vorchristlichen Katakomben auf der Insel Malta und in mittelalterlichen Klöstern in der Bretagne entdeckt worden sein. Sie seien in verschiedenen alten Kulturen vermutlich zur Heilung und Meditation benutzt worden.